# Бжузкі (Підляське воєводство)
Бжузкі (пол. Brzózki) — село в Польщі, у гміні Кольно Кольненського повіту Підляського воєводства.
Населення — 75 осіб (2011).
У 1975-1998 роках село належало до Ломжинського воєводства.

## Демографія
Демографічна структура станом на 31 березня 2011 року:
|          | Загалом | Допрацездатний вік | Працездатний вік | Постпрацездатний вік |
| -------- | ------- | ------------------ | ---------------- | -------------------- |
| Чоловіки | 35      | 13                 | 18               | 4                    |
| Жінки    | 40      | 13                 | 16               | 11                   |
| Разом    | 75      | 26                 | 34               | 15                   |